# Luziânia
Luziânia es un municipio brasileño del estado de Goiás. Se localiza a una latitud de 16° 15' 10" Sur y a una longitud de 47° 57' 00" Oeste. En el 2016, poseía una población estimada de 196.864  habitantes. La ciudad se encuentra a tan solo 60 kilómetros de la capital del país, Brasilia; y es famosa por sus mermeladas producidas en las estancias del municipio, apreciadas hasta por el mismo Pedro II.
En el día 13 de diciembre de 2005, Luziânia ganó una subsección de la Justicia Federal, localizada en la calle Santíssimo Sacramento.
Su nombre es un homenaje a la santa patrona de la ciudad, Santa Lúcia. El primer poblado fue llamado arraial de Santa Luzia, ya a finales del siglo XVIII.

## Clima
El clima de Luziânia puede ser clasificado como clima tropical de sabana (Aw), de acuerdo con la clasificación climática de Köppen.